# Antonio Marchetti
Antonio Marchetti (Pádua, 1640 — Pádua, 22 de Outubro de 1730) foi um médico e cirurgião italiano. Era filho de Pietro Marchetti e irmão de Domenico Marchetti. Estudou na Universidade de Pádua e teve seu pai como professor, tendo se diplomado em filosofia e medicina. Foi professor de anatomia da Universidade de Pádua durante 60 anos e a partir de 1726 ocupou a cadeira de cirurgia. Cirurgião particularmente hábil, gozou em vida de fama e popularidade.

## Obra
- Tumores praeter naturam vniuerales, ac particulares hoc anno in archygimnasio patauino Explicabit, Patauii: Typis lo. Batistae Pasquati, 1688